# Villa Ahumada y Anexas
Villa Ahumada y Anexas är en ort i Mexiko.   Den ligger i kommunen Ahumada och delstaten Chihuahua, i den nordvästra delen av landet, 1 500 km nordväst om huvudstaden Mexico City. Villa Ahumada y Anexas ligger 1 232 meter över havet och antalet invånare är 123.
Terrängen runt Villa Ahumada y Anexas är platt.  Trakten runt Villa Ahumada y Anexas är nära nog obefolkad, med mindre än två invånare per kvadratkilometer. Det finns inga andra samhällen i närheten. Omgivningarna runt Villa Ahumada y Anexas är i huvudsak ett öppet busklandskap.